# Moritz Seider
Moritz Seider (ur. 6 kwietnia 2001 w Zell) – niemiecki hokeista grający na pozycji obrońcy, reprezentant kraju.

## Kariera
Moritz Seider karierę sportową rozpoczął w EHC Erfurt, po czym w 2016 roku przeszedł do juniorskiej drużyny, Jungadler Mannheim, w której grał do 2017 roku oraz dwukrotnie zdobył mistrzostwo Niemiec juniorów (2017, 2018). Następnie rozpoczął profesjonalną karierę w Adlerze Mannheim, z którym w sezonie 2018/2019 zdobył mistrzostwo Niemiec po wygranej rywalizacji 4:1 w finale z Red Bullem Monachium. Ponadto Seider został wybrany najlepszym debiutantem Deutsche Eishockey Ligi w sezonie 2018/2019.
21 czerwca 2019 roku został wybrany przez władze klubu ligi NHL, Detroit Red Wings, w 1 rundzie draftu NHL z numerem 6. Przez czasopismo pt. The Hockey Writers został uznany za „najlepszą niemiecką perspektywę obronną od czasów Christiana Ehrhoffa”. 14 lipca 2019 roku podpisał trzyletni podstawowy kontrakt z Czerwonymi Skrzydłami. Jednak z powodu zbyt silnej konkurencji w klubie, w sezonie 2019/2020 występował w klubu filialnym Czerwonych Skrzydeł, występującym w lidze AHL Grand Rapids Griffins.
4 sierpnia 2020 roku, z wyniku opóźnienia sezonu w Ameryce Północnej z powodu pandemii COVID-19, ogłoszono wypożyczenie Seidera do Adlera Mannheim. Jednak z powodu braku rozpoczęcia rozgrywek Deutsche Eishockey Ligi 2020/2021, 8 października 2020 roku, władze Czerwonych Skrzydeł unieważnili wypożyczenie, zamiast tego został wypożyczony do szwedzkiego klubu ligi Svenska hockeyligan, BK Rögle do końca sezonu 2020/2021, w którym grał kolega Seidera z Adlera Mannheim, Ben Smith. W sezonie 2020/2021 zdobył z klubem wicemistrzostwo Szwecji po przegranej rywalizacji 4:1 w finale z Växjö Lakers, a Seider zdobył wiele wyróżnień: najlepszy młody zawodnik, najlepszy obrońca, najlepszy asystujący młody zawodnik  (21 asyst), najlepszy punktujący młody zawodnik (28 punktów).
Świetna forma Seidera sprawiła, że opuścił obóz treningowy Detroit Red Wings, po czym dołączył do składu drużyny Czerwonych Skrzydeł w sezonie 2021/2022. 2 listopada 2021 roku został wybrany najlepszym debiutantem ligi NHL w październiku 2021 roku (8 punktów w 9 meczach). 6 listopada 2021 roku zdobył swojego pierwszego gola w lidze NHL w wygranym 4:3 po dogrywce z Buffalo Sabres, w którym w 4. minucie dogrywki pokonał bramkarza drużyny Szabli Dustina Tokarskiego, ustalając tym samym wynik meczu.

## Kariera reprezentacyjna
Moritz Seider jako reprezentant Niemiec U-14 wziął udział w World Selects Invitational U-14 2014/2015, w którym po rozegraniu 7 meczów, zdobyciu 4 punktów (3 gole, 1 asysta) oraz spędzeniu 8 minut na ławce kar, zajął 43. miejsce.
W latach 2017–2018 w reprezentacji Niemiec U-18 rozegrał 10 meczów, w których zdobył 4 punkty (4 asysty) oraz spędził 6 minut na ławce kar. Dwukrotnie wystąpił na mistrzostwach świata U-18 (2017, 2018).
W latach 2018–2020 w reprezentacji Niemiec U-20 rozegrał 17 meczów, w których zdobył 14 punktów (2 gole, 12 asyst) oraz spędził 14 minut na ławce kar. Trzykrotnie wystąpił na mistrzostwach świata juniorów (2018, 2019 – awans do Elity, 2020), a na dwóch ostatnich turniejach był kapitanem drużyny Noszących Orłów. Na tych turniejach zdobył wiele wyróżnień: najlepszy obrońca (2018, 2019), najlepszy asystujący obrońca (2018 – 3 asysty), najlepszy w klasyfikacji Plus/Minus (2019 – +8), najlepszy punktujący obrońca (2019 – 7 punktów), najlepszy zawodnik reprezentacji Niemiec U-20 (2019). W 2021 roku zrezygnował z udziału w mistrzostwach świata juniorów 2021 Elity w Kanadzie na rzecz pozostania w BK Rögle.
Natomiast w seniorskiej reprezentacji Niemiec, od 2019 roku rozegrał 15 meczów, w których zdobył 7 punktów (2 gole, 5 asyst) oraz spędził 8 minut na ławce kar. Dwukrotnie wystąpił na mistrzostwach świata (2019, 2021). Na mistrzostwa świata 2021 Elity na Łotwie, na których drużyna Noszących Orłów zajęła 4. miejsce po przegranej 6:1 w meczu o 3. miejsce z reprezentacją Stanów Zjednoczonych 6 czerwca 2021 roku na Arēna Rīga w Rydze, a Mangiapane, który na turnieju rozegrał 10 meczów, w których zdobył 5 punktów (5 asyst) oraz spędził 6 minut na ławce kar, został wybrany najlepszym obrońcą oraz do Drużyny Gwiazd turnieju.
7 października 2021 roku Seider wymieniony obok Leona Draisaitla i Philippa Grubauera tymczasowo do składu reprezentacji Niemiec na turniej olimpijski 2022 w Pekinie, jednak cała trójka z powodu przynależności do klubów ligi NHL, ostatecznie nie wystąpiła na turnieju.
Uczestniczył w turnieju mistrzostw świata w 2022.

## Statystyki

### Klubowe
| 2016/2017  | Jungadler Mannheim    | DNL        | 22 | 4  | 8  | 12 | 18 | 4  | 0 | 1 | 1 | 0 |
| 2017/2018  | Jungadler Mannheim    | DNL        | 14 | 6  | 7  | 13 | 2  | —  | — | — | — | — |
| 2017/2018  | Adler Mannheim        | DEL        | 4  | 0  | 0  | 0  | 0  | —  | — | — | — | — |
| 2018/2019  | Adler Mannheim        | DEL        | 29 | 2  | 4  | 6  | 8  | 14 | 0 | 5 | 5 | 0 |
| 2019/2020  | Grand Rapids Griffins | AHL        | 49 | 2  | 20 | 22 | 28 | —  | — | — | — | — |
| 2020/2021  | BK Rögle              | SHL        | 41 | 7  | 21 | 28 | 16 | 13 | 1 | 4 | 5 | 8 |
| 2021/2022  | Detroit Red Wings     | NHL        | 69 | 5  | 39 | 44 | 30 | —  | — | — | — | — |
| DNL Ogółem | DNL Ogółem            | DNL Ogółem | 36 | 10 | 15 | 25 | 20 | 4  | 0 | 1 | 1 | 0 |
| DEL Ogółem | DEL Ogółem            | DEL Ogółem | 3  | 2  | 4  | 6  | 8  | 14 | 0 | 5 | 5 | 0 |
| AHL Ogółem | AHL Ogółem            | AHL Ogółem | 49 | 2  | 20 | 22 | 28 | —  | — | — | — | — |
| SHL Ogółem | SHL Ogółem            | SHL Ogółem | 41 | 7  | 21 | 28 | 16 | 13 | 1 | 4 | 5 | 8 |
| NHL Ogółem | NHL Ogółem            | NHL Ogółem | 69 | 5  | 39 | 44 | 30 | —  | — | — | — | — |

### Reprezentacyjne
| Rok                | Drużyna            | Turniej            | Miejsce            |    | M | G  | A  | Pkt | Min |
| ------------------ | ------------------ | ------------------ | ------------------ | -- | - | -- | -- | --- | --- |
| 2015               | Niemcy U-14        | WSI U-14           | –                  | 7  | 3 | 1  | 4  | 8   |     |
| 2017               | Niemcy U-18        | MŚU18-D1           | 5                  | 5  | 0 | 1  | 1  | 0   |     |
| 2018               | Niemcy U-20        | MŚJ-D1             |                    | 5  | 1 | 0  | 1  | 4   |     |
| 2018               | Niemcy U-18        | MŚU18-D1           |                    | 5  | 0 | 3  | 3  | 6   |     |
| 2019               | Niemcy U-20        | MŚJ-D1             |                    | 5  | 1 | 6  | 7  | 4   |     |
| 2019               | Niemcy             | MŚ                 | 6                  | 5  | 2 | 0  | 2  | 2   |     |
| 2020               | Niemcy U-20        | MŚJ                | 9                  | 7  | 0 | 6  | 6  | 6   |     |
| 2021               | Niemcy             | MŚ                 | 4                  | 10 | 0 | 5  | 5  | 6   |     |
| Ogółem jako junior | Ogółem jako junior | Ogółem jako junior | Ogółem jako junior | 34 | 5 | 17 | 22 | 28  |     |
| Ogółem jako senior | Ogółem jako senior | Ogółem jako senior | Ogółem jako senior | 15 | 2 | 5  | 7  | 8   |     |

## Sukcesy

### Zawodnicze
Jungadler Mannheim
- Mistrzostwo Niemiec juniorów: 2017, 2018

Adler Mannheim
- Mistrzostwo Niemiec: 2019

BK Rögle
- Wicemistrzostwo Szwecji: 2021

Reprezentacyjne
- Awans do mistrzostw świata Elity: 2019

### Indywidualne
- Najlepszy debiutant Deutsche Eishockey Ligi: 2019
- Najlepszy młody zawodnik Svenska hockeyligan: 2021
- Najlepszy obrońca Svenska hockeyligan: 2021
- Najlepszy asystujący młody zawodnik Svenska hockeyligan: 2021 (21 asyst)
- Najlepszy punktujący młody zawodnik Svenska hockeyligan: 2021 (28 punktów)
- Najlepszy debiutant miesiąca NHL: październik 2021
- Najlepszy obrońca mistrzostw świata: 2021
- Drużyna Gwiazd mistrzostw świata: 2021
- Najlepszy obrońca mistrzostw świata juniorów: 2018, 2019
- Najlepszy asystujący obrońca mistrzostw świata juniorów: 2018 (3 asysty)
- Najlepszy w klasyfikacji Plus/Minus mistrzostw świata juniorów: 2019 (+8)
- Najlepszy punktujący obrońca mistrzostw świata juniorów: 2019 (7 punktów)
- Najlepszy zawodnik reprezentacji Niemiec U-20 mistrzostw świata juniorów: 2019